# Hrabstwo Tama
Hrabstwo Tama – hrabstwo w Stanach Zjednoczonych w stanie Iowa.

## Miasta
| - Chelsea - Clutier - Dysart - Elberon - Garwin | - Gladbrook - Lincoln - Montour | - Tama - Toledo - Traer - Vining |

## Sąsiednie hrabstwa
- Hrabstwo Grundy
- Hrabstwo Black Hawk
- Hrabstwo Benton
- Hrabstwo Poweshiek
- Hrabstwo Marshall
- Hrabstwo Iowa